# 于扬 (医生)
于扬（1953年—），辽宁庄河人，汉族，中华人民共和国政治人物、第十一届全国人民代表大会贵州地区代表。
毕业于广州中山医学院医疗系普外专业。加入民盟。担任民盟贵州省委副主委，贵阳医学院附属医院副院长，贵阳医学院护理系主任。2008年起担任全国人大代表。